# Olimpiai érmesek listája kajak-kenuban (nők)
Ez a lap a női olimpiai érmesek listája kajak-kenuban 1948-tól 2020-ig.

## Síkvízi versenyszámok
A nyári olimpiák programjában összesen három síkvízi kajakszámot rendeznek nők részére. Közülük a kajak egyes 500 méteres szám volt az első. Ezt 1948 óta rendezik meg. Időrendben a második a kajak kettes 500 méter, mely 1960 óta része a programnak. 1984 óta olimpiai szám a kajak négyes 500 méter.

### C-1 200 méter
| Olimpia     | Arany                                   | Ezüst                                    | Bronz                          |
| 2020, Tokió | Nevin Harrison · Egyesült Államok (USA) | Laurence Vincent Lapointe · Kanada (CAN) | Ljudmila Luzan · Ukrajna (UKR) |

### C-2 500 méter
| Olimpia     | Arany                                                                | Ezüst                                                      | Bronz                                                    |
| 2020, Tokió | Kína (CHN) · Hszü Si-hsziao (Xu Shixiao) · Szun Meng-ja (Sun Mengya) | Ukrajna (UKR) · Ljudmila Luzan · Anasztaszija Csetverikova | Kanada (CAN) · Laurence Vincent Lapointe · Katie Vincent |

### K-1 200 méter
| Olimpia              | Arany                             | Ezüst                                     | Bronz                                         |
| 2012, London         | Lisa Carrington · Új-Zéland (NZL) | Inna Oszipenko-Radomszka · Ukrajna (UKR)  | Dusev-Janics Natasa · Magyarország (HUN)      |
| 2016, Rio de Janeiro | Lisa Carrington · Új-Zéland (NZL) | Marta Walczykiewicz · Lengyelország (POL) | Inna Oszipenko-Radomszka · Azerbajdzsán (AZE) |
| 2020, Tokió          | Lisa Carrington · Új-Zéland (NZL) | Teresa Portela · Spanyolország (ESP)      | Emma Jørgensen · Dánia (DEN)                  |

### K-1 500 méter
A női kajak egyesek 500 méteres versenyszámát 1948 óta rendezik meg az olimpián. Magyarország első érmét Pfeffer Anna szerezte 1972-ben, míg az első aranyérmet Kőbán Rita nyerte 1996-ban.
| Olimpia              | Arany                                            | Ezüst                                         | Bronz                                             |
| 1948, London         | Karen Hoff · Dánia (DEN)                         | Alida van der Anker-Doedens · Hollandia (NED) | Fritzi Schwingl · Ausztria (AUT)                  |
| 1952, Helsinki       | Sylvi Saimo · Finnország (FIN)                   | Gertrude Liebhart · Ausztria (AUT)            | Nyina Szavina · Szovjetunió (URS)                 |
| 1956, Melbourne      | Jelizaveta Gyementyjeva · Szovjetunió (URS)      | Therese Zenz · Egyesült Német Csapat (EUA)    | Tove Søby · Dánia (DEN)                           |
| 1960, Róma           | Antonyina Szeregyina · Szovjetunió (URS)         | Therese Zenz · Egyesült Német Csapat (EUA)    | Daniela Walkowiak-Pilecka · Lengyelország (POL)   |
| 1964, Tokió          | Ljudmila Hvedoszjuk-Pinajeva · Szovjetunió (URS) | Hilde Lauer · Románia (ROU)                   | Marcia Jones Smoke · Egyesült Államok (USA)       |
| 1968, Mexikóváros    | Ljudmila Hvedoszjuk-Pinajeva · Szovjetunió (URS) | Renate Breuer · NSZK (FRG)                    | Viorica Dumitru · Románia (ROU)                   |
| 1972, München        | Julija Rjabcsinszkaja · Szovjetunió (URS)        | Mieke Jaapies · Hollandia (NED)               | Pfeffer Anna · Magyarország (HUN)                 |
| 1976, Montréal       | Carola Zirzow · NDK (GDR)                        | Tatyjana Korsunova · Szovjetunió (URS)        | Rajnai Klára · Magyarország (HUN)                 |
| 1980, Moszkva        | Birgit Fischer · NDK (GDR)                       | Vanya Geseva · Bulgária (BUL)                 | Antonnina Melnnikova · Szovjetunió (URS)          |
| 1984, Los Angeles    | Agneta Andersson · Svédország (SWE)              | Barbara Schüttpelz · NSZK (FRG)               | Annemiek Derckx · Hollandia (NED)                 |
| 1988, Szöul          | Vanya Geseva · Bulgária (BUL)                    | Birgit Fischer-Schmidt · NDK (GDR)            | Izabela Dylewska · Lengyelország (POL)            |
| 1992, Barcelona      | Birgit Fischer-Schmidt · Németország (GER)       | Kőbán Rita · Magyarország (HUN)               | Izabela Dylewska · Lengyelország (POL)            |
| 1996, Atlanta        | Kőbán Rita · Magyarország (HUN)                  | Caroline Brunet · Kanada (CAN)                | Josefa Idem · Olaszország (ITA)                   |
| 2000, Sydney         | Josefa Idem · Olaszország (ITA)                  | Caroline Brunet · Kanada (CAN)                | Katrin Borchert · Ausztrália (AUS)                |
| 2004, Athén          | Janics Natasa · Magyarország (HUN)               | Josefa Idem · Olaszország (ITA)               | Caroline Brunet · Kanada (CAN)                    |
| 2008, Peking         | Inna Oszipenko-Radomszka · Ukrajna (UKR)         | Josefa Idem · Olaszország (ITA)               | Katrin Wagner-Augustin · Németország (GER)        |
| 2012, London         | Kozák Danuta · Magyarország (HUN)                | Inna Oszipenko-Radomszka · Ukrajna (UKR)      | Bridgette Hartley · Dél-afrikai Köztársaság (RSA) |
| 2016, Rio de Janeiro | Kozák Danuta · Magyarország (HUN)                | Emma Jørgensen · Dánia (DEN)                  | Lisa Carrington · Új-Zéland (NZL)                 |
| 2020, Tokió          | Lisa Carrington · Új-Zéland (NZL)                | Csipes Tamara · Magyarország (HUN)            | Emma Jørgensen · Dánia (DEN)                      |

Forrás: a női kajak egyes 500 méter olimpiai érmeseinek listája (angol nyelven). International Olympic Committee (Nemzetközi Olimpiai Bizottság). (Hozzáférés: 2009. július 10.)

#### Éremhalmozók (K-1 500 m)
Az alábbi táblázat tartalmazza azokat a versenyzőket, akik egynél több érmet szereztek ebben a versenyszámban.
Alapvető sorrend: aranyérmek száma (csökkenő); ezüstérmek száma (csökkenő); bronzérmek száma (csökkenő); név.

| #   | Sportoló                     | Nemzet                | Arany | Ezüst | Bronz | Összes érem |
| --- | ---------------------------- | --------------------- | ----- | ----- | ----- | ----------- |
| 1.  | Birgit Fischer               | Németország           | 2     | 1     | 0     | 3           |
| 2.  | Ljudmila Hvedoszjuk-Pinajeva | Szovjetunió           | 2     | 0     | 0     | 2           |
| 2.  | Kozák Danuta                 | Magyarország          | 2     | 0     | 0     | 2           |
| 4.  | Josefa Idem                  | Olaszország           | 1     | 2     | 1     | 4           |
| 5.  | Vanya Geseva                 | Bulgária              | 1     | 1     | 0     | 2           |
| 6.  | Kőbán Rita                   | Magyarország          | 1     | 1     | 0     | 2           |
| 6.  | Lisa Carrington              | Új-Zéland             | 1     | 0     | 1     | 2           |
| 7.  | Caroline Brunet              | Kanada                | 0     | 2     | 1     | 3           |
| 8.  | Therese Zenz                 | Egyesült Német Csapat | 0     | 2     | 0     | 2           |
| 9.  | Emma Jørgensen               | Dánia                 | 0     | 1     | 1     | 2           |
| 10. | Izabela Dylewska             | Lengyelország         | 0     | 0     | 2     | 2           |

### K-2 500 méter
A női kajak kettesek 500 méteres versenyszámát 1960 óta rendezik meg az olimpián, és Magyarország ekkor bronzérmet szerzett. Az első magyar aranyéremre 2004-ig kellett várni.
| Olimpia              | Arany                                                                    | Ezüst                                                                 | Bronz                                                                   |
| 1960, Róma           | Szovjetunió (URS) · Marija Subina · Antonyina Szeregyina                 | Egyesült Német Csapat (EUA) · Therese Zenz · Ingrid Hartmann          | Magyarország (HUN) · Bánfalvi Klára · Egresi Vilma                      |
| 1964, Tokió          | Egyesült Német Csapat (EUA) · Roswitha Esser · Annemarie Zimmermann      | Egyesült Államok (USA) · Francine Fox · Glorianne Perrier             | Románia (ROU) · Hilde Lauer · Cornelia Sideri                           |
| 1968, Mexikóváros    | NSZK (FRG) · Annemarie Zimmermann · Roswitha Esser                       | Magyarország (HUN) · Pfeffer Anna · Rozsnyói Katalin                  | Szovjetunió (URS) · Ljudmila Hvedoszjuk-Pinajeva · Antonyina Szeregyina |
| 1972, München        | Szovjetunió (URS) · Ljudmila Hvedoszjuk-Pinajeva · Jekatyerina Nagirnaja | NDK (GDR) · Ilse Kaschube · Petra Grabowski                           | Románia (ROU) · Maria Nichiforov · Viorica Dumitru                      |
| 1976, Montréal       | Szovjetunió (URS) · Nyina Gopova-Trofimova · Galina Kreft-Alekszejeva    | Magyarország (HUN) · Pfeffer Anna · Rajnai Klára                      | NDK (GDR) · Bärbel Köster · Carola Zirzow                               |
| 1980, Moszkva        | NDK (GDR) · Carsta Genäuß · Martina Bischof                              | Szovjetunió (URS) · Galina Kreft-Alekszejeva · Nyina Gopova-Trofimova | Magyarország (HUN) · Rakusz Éva · Zakariás Mária                        |
| 1984, Los Angeles    | Svédország (SWE) · Agneta Andersson · Anna Olsson                        | Kanada (CAN) · Alexandra Barre · Susan Holloway                       | NSZK (FRG) · Josefa Idem · Barbara Schüttpelz                           |
| 1988, Szöul          | NDK (GDR) · Birgit Fischer-Schmidt · Anke Nothnagel                      | Bulgária (BUL) · Vanya Geseva · Diana Palijszka                       | Hollandia (NED) · Annemiek Derckx · Annemarie Cox                       |
| 1992, Barcelona      | Németország (GER) · Ramona Portwich · Anke Nothnagel                     | Svédország (SWE) · Agneta Andersson · Susanne Gunnarsson              | Magyarország (HUN) · Kőbán Rita · Dónusz Éva                            |
| 1996, Atlanta        | Svédország (SWE) · Susanne Gunnarsson · Agneta Andersson                 | Németország (GER) · Birgit Fischer · Ramona Portwich                  | Ausztrália (AUS) · Anna Wood · Katrin Borchert                          |
| 2000, Sydney         | Németország (GER) · Birgit Fischer · Katrin Wagner-Augustin              | Magyarország (HUN) · Kovács Katalin · Szabó Szilvia                   | Lengyelország (POL) · Beata Sokołowska-Kulesza · Aneta Konieczna        |
| 2004, Athén          | Magyarország (HUN) · Kovács Katalin · Janics Natasa                      | Németország (GER) · Birgit Fischer · Carolin Leonhardt                | Lengyelország (POL) · Aneta Konieczna · Beata Sokołowska-Kulesza        |
| 2008, Peking         | Magyarország (HUN) · Kovács Katalin · Janics Natasa                      | Lengyelország (POL) · Beata Mikołajczyk · Aneta Konieczna             | Franciaország (FRA) · Marie Delattre · Anne-Laure Viard                 |
| 2012, London         | Németország (GER) · Franziska Weber · Tina Dietze                        | Magyarország (HUN) · Kovács Katalin · Dusev-Janics Natasa             | Lengyelország (POL) · Karolina Naja · Beata Mikołajczyk                 |
| 2016, Rio de Janeiro | Magyarország (HUN) · Szabó Gabriella · Kozák Danuta                      | Németország (GER) · Franziska Weber · Tina Dietze                     | Lengyelország (POL) · Karolina Naja · Beata Mikołajczyk                 |
| 2020, Tokió          | Új-Zéland (NZL) · Lisa Carrington · Caitlin Regal                        | Lengyelország (POL) · Karolina Naja · Anna Puławska                   | Magyarország (HUN) · Kozák Danuta · Bodonyi Dóra                        |

Forrás: a női kajak kettes 500 méter olimpiai érmeseinek listája (angol nyelven). International Olympic Committee (Nemzetközi Olimpiai Bizottság). (Hozzáférés: 2009. július 10.)

#### Éremhalmozók (K-2 500 m)
Az alábbi táblázat tartalmazza azokat a versenyzőket, akik egynél több érmet szereztek ebben a versenyszámban.
Alapvető sorrend: aranyérmek száma (csökkenő); ezüstérmek száma (csökkenő); bronzérmek száma (csökkenő); név.

| #   | Sportoló                     | Nemzet        | Arany | Ezüst | Bronz | Összes érem |
| --- | ---------------------------- | ------------- | ----- | ----- | ----- | ----------- |
| 1.  | Birgit Fischer               | Németország   | 2     | 2     | 0     | 4           |
| 2.  | Kovács Katalin               | Magyarország  | 2     | 2     | 0     | 4           |
| 3.  | Agneta Andersson             | Svédország    | 2     | 1     | 0     | 3           |
| 4.  | Janics Natasa                | Magyarország  | 2     | 1     | 0     | 3           |
| 5.  | Roswitha Esser               | NSZK          | 2     | 0     | 0     | 2           |
| 6.  | Anke Nothnagel               | Németország   | 2     | 0     | 0     | 2           |
| 7.  | Annemarie Zimmermann         | NSZK          | 2     | 0     | 0     | 2           |
| 8.  | Tina Dietze                  | Németország   | 1     | 1     | 0     | 2           |
| 9.  | Nyina Gopova-Trofimova       | Szovjetunió   | 1     | 1     | 0     | 2           |
| 10. | Susanne Gunnarsson           | Svédország    | 1     | 1     | 0     | 2           |
| 11. | Galina Kreft-Alekszejeva     | Szovjetunió   | 1     | 1     | 0     | 2           |
| 12. | Ramona Portwich              | Németország   | 1     | 1     | 0     | 2           |
| 13. | Franziska Weber              | Németország   | 1     | 1     | 0     | 2           |
| 14. | Kozák Danuta                 | Magyarország  | 1     | 0     | 1     | 2           |
| 15. | Ljudmila Hvedoszjuk-Pinajeva | Szovjetunió   | 1     | 0     | 1     | 2           |
| 16. | Antonyina Szeregyina         | Szovjetunió   | 1     | 0     | 1     | 2           |
| 17. | Pfeffer Anna                 | Magyarország  | 0     | 2     | 0     | 2           |
| 18. | Aneta Konieczna              | Lengyelország | 0     | 1     | 2     | 3           |
| 19. | Karolina Naja                | Lengyelország | 0     | 1     | 2     | 3           |
| 20. | Beata Mikołajczyk            | Lengyelország | 0     | 1     | 2     | 3           |
| 21. | Beata Sokołowska-Kulesza     | Lengyelország | 0     | 0     | 2     | 2           |
| 22. | Anna Wood                    | Ausztrália    | 0     | 0     | 2     | 2           |

### K-4 500 méter
A női kajak négyesek 500 méteres versenyszámát 1984 óta rendezik meg az olimpián. Magyarország első érmét 1988-ban szerezte meg ebben a számban. Az első, és eddigi egyetlen magyar aranyéremre 1992-ig kellett várni.
| Olimpia              | Arany | Ezüst                                                                                              | Bronz                                                                                               |
| 1984, Los Angeles    | Románia (ROU) · Agafia Orlov-Buhaev-Constantin · Nastasia Nichitov-Ionescu · Tecla Marinescu · Maria Ştefan-Mihoreanu | Svédország (SWE) · Agneta Andersson · Anna Olsson · Eva Karlsson · Susanne Gunnarsson              | Kanada (CAN) · Alexandra Barre · Lucie Guay · Susan Holloway · Barbara Olmstead                     |
| 1988, Szöul          | NDK (GDR) · Birgit Fischer-Schmidt · Anke Nothnagel · Ramona Portwich · Heike Singer                                  | Magyarország (HUN) · Géczi Erika · Mészáros Erika · Rakusz Éva · Kőbán Rita                        | Bulgária (BUL) · Vanya Geseva · Diana Palijszka · Ognyana Petrova · Boriszlava Ivanova              |
| 1992, Barcelona      | Magyarország (HUN) · Kőbán Rita · Dónusz Éva · Mészáros Erika · Czigány Kinga                                         | Németország (GER) · Katrin Borchert · Ramona Portwich · Birgit Fischer-Schmidt · Anke Nothnagel    | Svédország (SWE) · Anna Olsson · Agneta Andersson · Maria Haglund · Susanne Rosenqvist              |
| 1996, Atlanta        | Németország (GER) · Anett Schuck · Birgit Fischer · Manuela Mucke · Ramona Portwich                                   | Svájc (SUI) · Gabi Müller · Ingrid Haralamow · Sabine Eichenberger · Daniela Baumer                | Svédország (SWE) · Susanne Rosenqvist · Anna Olsson · Ingela Ericsson · Agneta Andersson            |
| 2000, Sydney         | Németország (GER) · Birgit Fischer · Manuela Mucke · Anett Schuck · Katrin Wagner-Augustin                            | Magyarország (HUN) · Kőbán Rita · Kovács Katalin · Szabó Szilvia · Viski Erzsébet                  | Románia (ROU) · Raluca Ioniţă · Mariana Limbău · Elena Radu · Sanda Toma                            |
| 2004, Athén          | Németország (GER) · Birgit Fischer · Maike Nollen · Katrin Wagner-Augustin · Carolin Leonhardt                        | Magyarország (HUN) · Kovács Katalin · Szabó Szilvia · Viski Erzsébet · Bóta Kinga                  | Ukrajna (UKR) · Inna Oszipenko-Radomszka · Tetyana Szemikina · Hanna Balabanova · Olena Cserevatova |
| 2008, Peking         | Németország (GER) · Fanny Fischer · Nicole Reinhardt · Katrin Wagner-Augustin · Conny Wassmuth                        | Magyarország (HUN) · Kovács Katalin · Szabó Gabriella · Kozák Danuta · Janics Natasa               | Ausztrália (AUS) · Lisa Oldenhof · Hannah Davis · Chantal Meek · Lyndsie Fogarty                    |
| 2012, London         | Magyarország (HUN) · Szabó Gabriella · Kozák Danuta · Kovács Katalin · Fazekas-Zur Krisztina                          | Németország (GER) · Carolin Leonhardt · Franziska Weber · Katrin Wagner-Augustin · Tina Dietze     | Fehéroroszország (BLR) · Irina Pamjalova · Nadzeja Papok · Volha Hudzenka · Marina Pavtaran         |
| 2016, Rio de Janeiro | Magyarország (HUN) · Szabó Gabriella · Kozák Danuta · Csipes Tamara · Fazekas-Zur Krisztina                           | Németország (GER) · Sabrina Hering · Franziska Weber · Steffi Kriegerstein · Tina Dietze           | Fehéroroszország (BLR) · Marharita Mahneva · Nadzeja Ljapeska · Volha Hudzenka · Marina Litvincsuk  |
| 2020, Tokió          | Magyarország (HUN) · Kárász Anna · Kozák Danuta · Csipes Tamara · Bodonyi Dóra                                        | Fehéroroszország (BLR) · Marharita Mahneva · Nadzeja Ljapeska · Volha Hudzenka · Marina Litvincsuk | Lengyelország (POL) · Karolina Naja · Anna Puławska · Justyna Iskrzycka · Helena Wiśniewska         |

Forrás: a női kajak négyes 500 méter olimpiai érmeseinek listája (angol nyelven). International Olympic Committee (Nemzetközi Olimpiai Bizottság). (Hozzáférés: 2009. július 10.)

#### Éremhalmozók (K-4 500 m)
Az alábbi táblázat tartalmazza azokat a versenyzőket, akik egynél több érmet szereztek ebben a versenyszámban.
Alapvető sorrend: aranyérmek száma (csökkenő); ezüstérmek száma (csökkenő); bronzérmek száma (csökkenő); név.

| #   | Sportoló               | Nemzet           | Arany | Ezüst | Bronz | Összes érem |
| --- | ---------------------- | ---------------- | ----- | ----- | ----- | ----------- |
| 1.  | Birgit Fischer         | Németország      | 4     | 1     | 0     | 5           |
| 2.  | Kozák Danuta           | Magyarország     | 3     | 1     | 0     | 4           |
| 3.  | Katrin Wagner-Augustin | Németország      | 3     | 1     | 0     | 4           |
| 4.  | Ramona Portwich        | Németország      | 2     | 1     | 0     | 3           |
| 5.  | Szabó Gabriella        | Magyarország     | 2     | 1     | 0     | 3           |
| 6.  | Csipes Tamara          | Magyarország     | 2     | 0     | 0     | 2           |
| 7.  | Fazekas-Zur Krisztina  | Magyarország     | 2     | 0     | 0     | 2           |
| 8.  | Manuela Mucke          | Németország      | 2     | 0     | 0     | 2           |
| 9.  | Anett Schuck           | Németország      | 2     | 0     | 0     | 2           |
| 10. | Kovács Katalin         | Magyarország     | 1     | 3     | 0     | 4           |
| 11. | Kőbán Rita             | Magyarország     | 1     | 2     | 0     | 3           |
| 12. | Carolin Leonhardt      | Németország      | 1     | 1     | 0     | 2           |
| 13. | Mészáros Erika         | Magyarország     | 1     | 1     | 0     | 2           |
| 14. | Anke Nothnagel         | Németország      | 1     | 1     | 0     | 2           |
| 15. | Tina Dietze            | Németország      | 0     | 2     | 0     | 2           |
| 16. | Szabó Szilvia          | Magyarország     | 0     | 2     | 0     | 2           |
| 17. | Viski Erzsébet         | Magyarország     | 0     | 2     | 0     | 2           |
| 18. | Franziska Weber        | Németország      | 0     | 2     | 0     | 2           |
| 19. | Volha Hudzenka         | Fehéroroszország | 0     | 1     | 2     | 3           |
| 20. | Agneta Andersson       | Svédország       | 0     | 1     | 2     | 3           |
| 21. | Anna Olsson            | Svédország       | 0     | 1     | 2     | 3           |
| 22. | Marina Litvincsuk      | Fehéroroszország | 0     | 1     | 1     | 2           |
| 23. | Nadzeja Ljapeska       | Fehéroroszország | 0     | 1     | 1     | 2           |
| 24. | Marharita Mahneva      | Fehéroroszország | 0     | 1     | 1     | 2           |
| 25. | Susanne Rosenqvist     | Svédország       | 0     | 0     | 2     | 2           |

## Vadvízi (szlalom) versenyszámok
A nyári olimpiák programjában összesen egy vadvízi kajakszámot rendeznek nők részére. Az első ilyen versenyt 1972-ben tartották, de csak 1992 óta állandó versenyszám.

### C-1
| Olimpia     | Arany                          | Ezüst                                   | Bronz                             |
| 2020, Tokió | Jessica Fox · Ausztrália (AUS) | Mallory Franklin · Nagy-Britannia (GBR) | Andrea Herzog · Németország (GER) |

### K-1
| Olimpia              | Arany                                        | Ezüst                                    | Bronz                                      |
| 1972, München        | Angelika Bahmann · NDK (GDR)                 | Gisela Grothaus · NSZK (FRG)             | Magdalena Wunderlich · NSZK (FRG)          |
| 1976–1988            | Nem szerepelt az olimpiai programban         | Nem szerepelt az olimpiai programban     | Nem szerepelt az olimpiai programban       |
| 1992, Barcelona      | Elisabeth Micheler-Jones · Németország (GER) | Danielle Woodward · Ausztrália (AUS)     | Dana Chladek · Egyesült Államok (USA)      |
| 1996, Atlanta        | Štěpánka Hilgertová · Csehország (CZE)       | Dana Chladek · Egyesült Államok (USA)    | Myriam Fox-Jerusalmi · Franciaország (FRA) |
| 2000, Sydney         | Štěpánka Hilgertová · Csehország (CZE)       | Brigitte Guibal · Franciaország (FRA)    | Anne-Lise Bardet · Franciaország (FRA)     |
| 2004, Athén          | Elena Kaliská · Szlovákia (SVK)              | Rebecca Giddens · Egyesült Államok (USA) | Helen Reeves · Nagy-Britannia (GBR)        |
| 2008, Peking         | Elena Kaliská · Szlovákia (SVK)              | Jacqueline Lawrence · Ausztrália (AUS)   | Violetta Oblinger-Peters · Ausztria (AUT)  |
| 2012, London         | Émilie Fer · Franciaország (FRA)             | Jessica Fox · Ausztrália (AUS)           | Maialen Chourraut · Spanyolország (ESP)    |
| 2016, Rio de Janeiro | Maialen Chourraut · Spanyolország (ESP)      | Luuka Jones · Új-Zéland (NZL)            | Jessica Fox · Ausztrália (AUS)             |
| 2020, Tokió          | Ricarda Funk · Németország (GER)             | Maialen Chorraut · Spanyolország (ESP)   | Jessica Fox · Ausztrália (AUS)             |

Forrás: a női kajak egyes olimpiai érmeseinek listája (angol nyelven). International Olympic Committee (Nemzetközi Olimpiai Bizottság). (Hozzáférés: 2009. július 10.)

#### Éremhalmozók (K-1)
Az alábbi táblázat tartalmazza azokat a versenyzőket, akik egynél több érmet szereztek ebben a versenyszámban.
Alapvető sorrend: aranyérmek száma (csökkenő); ezüstérmek száma (csökkenő); bronzérmek száma (csökkenő); név.
| #  | Sportoló            | Nemzet           | Arany | Ezüst | Bronz | Összes érem |
| -- | ------------------- | ---------------- | ----- | ----- | ----- | ----------- |
| 1. | Maialen Chourraut   | Spanyolország    | 2     | 0     | 1     | 3           |
| 2. | Štěpánka Hilgertová | Csehország       | 2     | 0     | 0     | 2           |
| 3. | Elena Kaliská       | Szlovákia        | 2     | 0     | 0     | 2           |
| 4. | Jessica Fox         | Ausztrália       | 0     | 1     | 2     | 3           |
| 5. | Dana Chladek        | Egyesült Államok | 0     | 1     | 1     | 2           |

## Összesített éremtáblázat
Alapvető sorrend: aranyérmek száma (csökkenő); ezüstérmek száma (csökkenő); bronzérmek száma (csökkenő); nemzetnév.
| Helyezés | Nemzet                      | Arany | Ezüst | Bronz | Összesen |
| -------- | --------------------------- | ----- | ----- | ----- | -------- |
| 1.       | Magyarország (HUN)          | 11    | 10    | 7     | 28       |
| 2.       | Németország (GER)           | 10    | 6     | 2     | 18       |
| 3.       | Szovjetunió (URS)           | 8     | 2     | 3     | 13       |
| 4.       | NDK (GDR)                   | 6     | 2     | 1     | 9        |
| 5.       | Új-Zéland (NZL)             | 5     | 1     | 1     | 7        |
| 6.       | Svédország (SWE)            | 3     | 2     | 2     | 7        |
| 7.       | Csehország (CZE)            | 2     | 0     | 0     | 2        |
| 8.       | Szlovákia (SVK)             | 2     | 0     | 0     | 2        |
| 9.       | Ausztrália (AUS)            | 1     | 3     | 4     | 8        |
| 10.      | Egyesült Államok (USA)      | 1     | 3     | 2     | 6        |
| 11.      | NSZK (FRG)                  | 1     | 3     | 2     | 6        |
| 12.      | Ukrajna (UKR)               | 1     | 3     | 2     | 6        |
| 13.      | Egyesült Német Csapat (EUA) | 1     | 3     | 0     | 4        |
| 14.      | Bulgária (BUL)              | 1     | 2     | 1     | 4        |
| 15.      | Olaszország (ITA)           | 1     | 2     | 1     | 4        |
| 16.      | Spanyolország (ESP)         | 1     | 2     | 1     | 4        |
| 17.      | Románia (ROU)               | 1     | 1     | 4     | 6        |
| 18.      | Dánia (DEN)                 | 1     | 1     | 3     | 5        |
| 19.      | Franciaország (FRA)         | 1     | 1     | 3     | 5        |
| 20.      | Finnország (FIN)            | 1     | 0     | 0     | 1        |
| 21.      | Kína (CHN)                  | 1     | 0     | 0     | 1        |
| 22.      | Kanada (CAN)                | 0     | 4     | 3     | 7        |
| 23.      | Lengyelország (POL)         | 0     | 3     | 8     | 11       |
| 24.      | Hollandia (NED)             | 0     | 2     | 2     | 4        |
| 25.      | Ausztria (AUT)              | 0     | 1     | 2     | 3        |
| 26.      | Fehéroroszország (BLR)      | 0     | 1     | 2     | 3        |
| 27.      | Nagy-Britannia (GBR)        | 0     | 1     | 1     | 2        |
| 28.      | Svájc (SUI)                 | 0     | 1     | 0     | 1        |
| 29.      | Azerbajdzsán (AZE)          | 0     | 0     | 1     | 1        |
| 30.      | Dél-afrikai Unió (RSA)      | 0     | 0     | 1     | 1        |
| Összesen | Összesen                    | 60    | 60    | 60    | 180      |

## A kajak-kenu 10 legeredményesebb sportolója
Az alábbi táblázat tartalmazza a kajak-kenu tíz legeredményesebb olimpiai női versenyzőjét. A szlalom versenyszám legeredményesebb sportolónőinek (Elena Kaliská és Štěpánka Hilgertová) nem sikerült annyi érmet szerezniük, hogy felkerülhessenek erre listára.
Alapvető sorrend: aranyérmek száma (csökkenő); ezüstérmek száma (csökkenő); bronzérmek száma (csökkenő); név.

| #   | Sportoló                     | Nemzet       | Szakág  | Arany | Ezüst | Bronz | Összes érem |
| --- | ---------------------------- | ------------ | ------- | ----- | ----- | ----- | ----------- |
| 1.  | Birgit Fischer               | Németország  | Síkvízi | 8     | 4     | 0     | 12          |
| 2.  | Kozák Danuta                 | Magyarország | Síkvízi | 5     | 1     | 0     | 6           |
| 3.  | Katrin Wagner-Augustin       | Németország  | Síkvízi | 4     | 1     | 1     | 6           |
| 4.  | Kovács Katalin               | Magyarország | Síkvízi | 3     | 5     | 0     | 8           |
| 5.  | Agneta Andersson             | Svédország   | Síkvízi | 3     | 2     | 2     | 7           |
| 6.  | Dusev-Janics Natasa          | Magyarország | Síkvízi | 3     | 2     | 1     | 6           |
| 7.  | Ramona Portwich              | Németország  | Síkvízi | 3     | 2     | 0     | 5           |
| 8.  | Anke Nothnagel               | Németország  | Síkvízi | 3     | 1     | 0     | 4           |
| 9.  | Szabó Gabriella              | Magyarország | Síkvízi | 3     | 1     | 0     | 4           |
| 10. | Ljudmila Hvedoszjuk-Pinajeva | Szovjetunió  | Síkvízi | 3     | 0     | 1     | 4           |